# Biłe (obwód charkowski)
Biłe (ukr. Біле) – wieś na Ukrainie, w obwodzie charkowskim, w rejonie kupiańskim. W 2001 liczyła 248 mieszkańców, spośród których 239 posługiwało się językiem ukraińskim, 8 rosyjskim, a 1 innym.